# Авшар (племя)

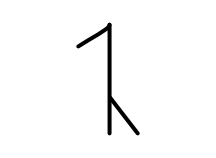
Тамга племени авшар по М.Кашгари

Авшар (также: афшар; азерб. افشار ائلی, Əfşarlar; туркм. Owşar) — древнее и средневековое туркменское племя, входило в группу самых ранних огузо-туркменских племен, ведущих свое происхождение от родоначальника туркмен и героя-прародителя крупных тюркских племен Огуз-хана.

## Происхождение
В восточной литературе средних веков, наименование племени впервые встречается у филолога и лексикографа Государства Караханидов XI—XII вв. Махмуда аль-Кашгари в энциклопедическом словаре тюркского языка Диван лугат ат-турк в составе 22 огузских (туркменских) племен:
«Огуз — одно из тюркских племен (кабиле), они же туркмены. Они состоят из 22 родов…Шестой — Афшар…» ..
Государственный деятель и историк Государства Хулагуидов Фазлуллах Рашид ад-Дин в своем произведении «Огуз-наме», упоминает авшар как одно из 24-х огузских (туркменских) племен:
«Племена Бузук, принадлежащие правому крылу войска, и дети трех старших сыновей, от каждого 4 сына, (всего) 12 человек... Дети третьего сына Юлдуз-хана...Авшар, т. е. проворный в деле и страстный охотник ».
Хивинский хан и историк XVII в. Абу-ль-Гази в своем труде «Родословная туркмен» упоминает авшар как племя, ведущее происхождение от одного из 24-х внуков Огузхана:
«Имя старшего сына Йулдуз-хана— Авшар, второй [сын] — Кызык, третий — Бекдели, четвертый — Каркын.»

## История

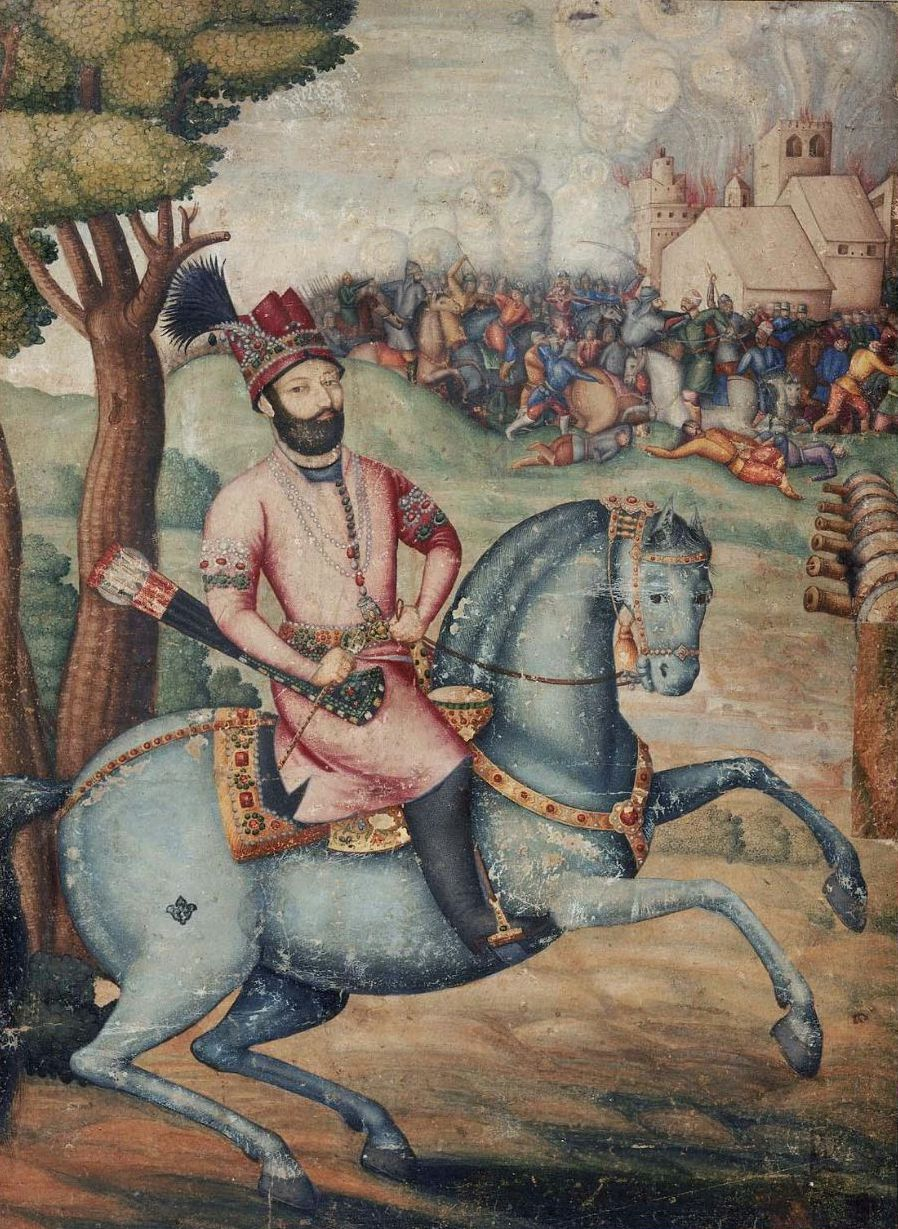
Надир-шах из туркменского племени авшар

По мнению туркменского историка О.Гундогдыева, туркменское племя авшар зафиксировано древними армянскими и грузинскими авторами в составе алано-асских племен под названием «овсуры».  
Село туркмен-авшаров Аушар, отмеченное арабским географом X в. Аль-Мукаддаси, располагалось в области Бухары.   
Туркмены племени авшар проживали в XI-XIII веках на территории нанешнего Балканского велаята Туркменистана южнее и севернее Балханских гор, а также на полуострове Мангышлак (Казахстан).  

К туркменскому племени авшар принадлежал шах Персии первой половины XVIII в. Надир-шах, основавший династию Авшаридов. 
«Его величество (Надир-шах) ведет свое происхождение от племени караклю. Караклю есть род (клан) из отдела афшаров, а афшары принадлежат к туркменскому племени.»
О принадлежности Надир-шаха к племени авшар пишут и другие историки.  

Согласно одной из версий, к туркменскому племени авшар относилась также и династия Караманидов, правившая на юге Анатолии в XIII-XV веках: 
«Караманиды были самой сильной и долговечной тюркской династией в Анатолии, которая возвысилась в одно время с османами, но в конце концов была ими поглощена. Они происходили, по-видимому, из туркменского племени афшар.»

## Этнонимия
Туркмены авшарского происхождения входят в состав туркменских этнографических групп арсары, гёклен, мурчели, эсги и алили.

## Топонимия
Туркменское племя авшар оставило свои следы в топонимии ряда стран:
В Туркменистане: Авшар - ущелье в Гызыларбатском этрапе Балканского велаята; Овшарлык - местность в Керкинском этрапе Лебапского велаята.
В Азербайджане: Авшар - село в Агджабединском районе; Апшерон - полуостров в Каспийском море.
В Армении: Авшар - село в Араратской области.
В Узбекистане: Авшар - село в Хорезмской области.